# Трупіал балтиморський
Трупіал балтиморський (Icterus galbula) — вид дуже поширених невеликих трупіалових Нового Світу. Його популяції вважаються стабільними, в межах критеріїв малої загроженості, хоча зменшення чисельності відбулося на фоні масової загибелі в'язів від голландської хвороби, а насіння в'яза є специфічним кормовим ресурсом для цих птахів. Птах помітний і своїм яскравим кольором, і виразною пісенькою у гніздовий період. Чоловічі особини яскраво-жовтогарячого кольору, з чорною головою, невеличкою «краваткою» на грудях, чорно-білими зверху крилами та чорними покривними перами хвоста (знизу пера хвоста жовті). Самиця більше жовтуватого кольору, на голові темні пір'їни не створюють суцільного покриву, молоді особини взагалі майже цілком жовті, окрім крил, які мають темний (часом світло-коричневий) колір з білими поперечинами.

## Поширення
Поширення трупіала балтиморського досить широке — влітку весь схід північноамериканського континенту до верху Великих Озер, а на канадській території — ще й далі клином на північний захід, фактично обмежуючись на східними схилами Скелястих гір.. Взимку мігрує до Мексики, Центральної та Південної Америки, Карибів та північно-західних районів Америки Південної. Трупіал балтиморський любить узлісся листяних, часом мішаних лісів, сади і парки. На зимівлі його можна побачити у відкритих насадженнях, гущавинах, чагарниках.

## Поведінка

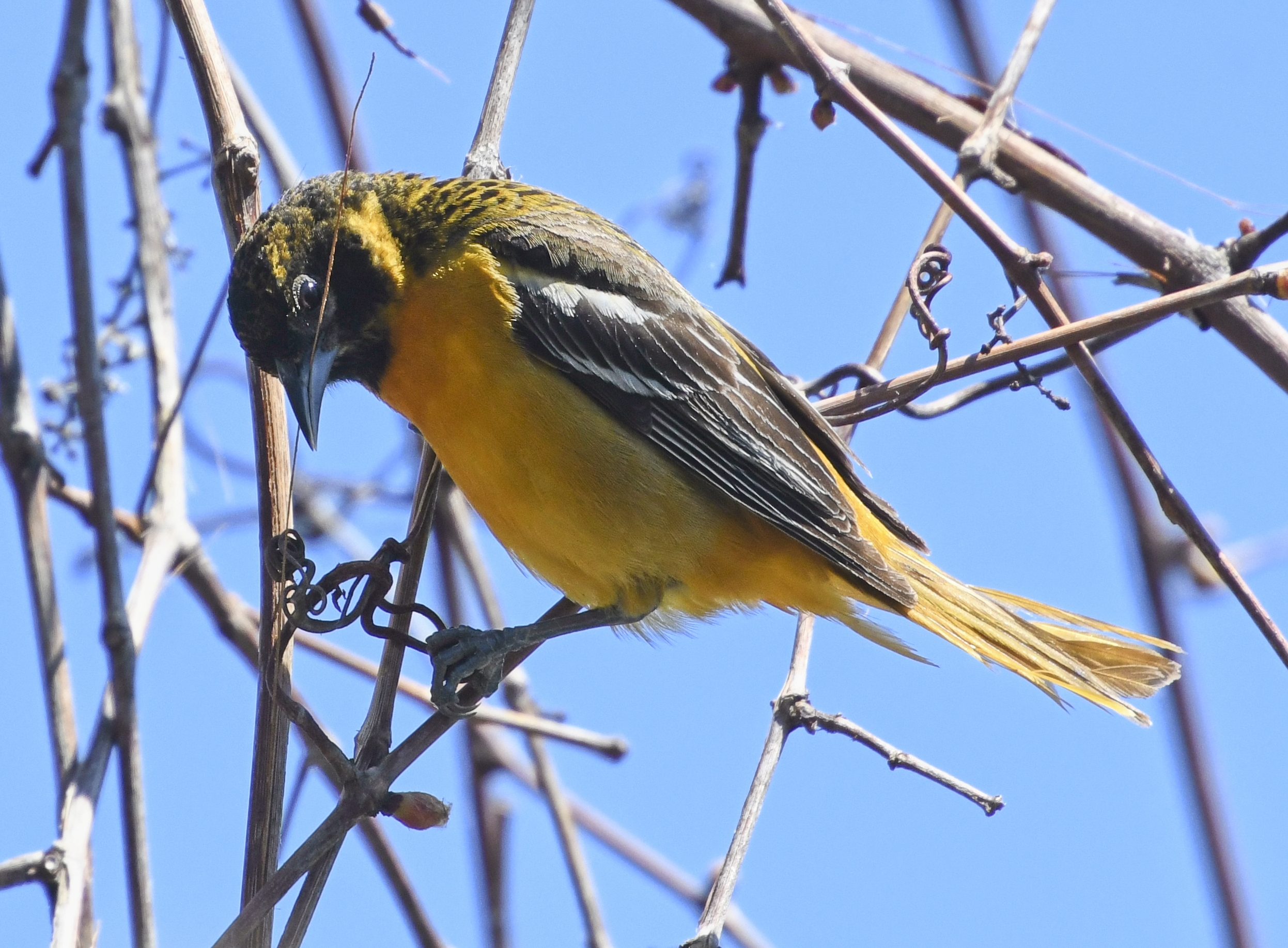
Самиця трупіала балтиморського (Icterus galbula) відщеплює волокно дикого винограду на гніздо

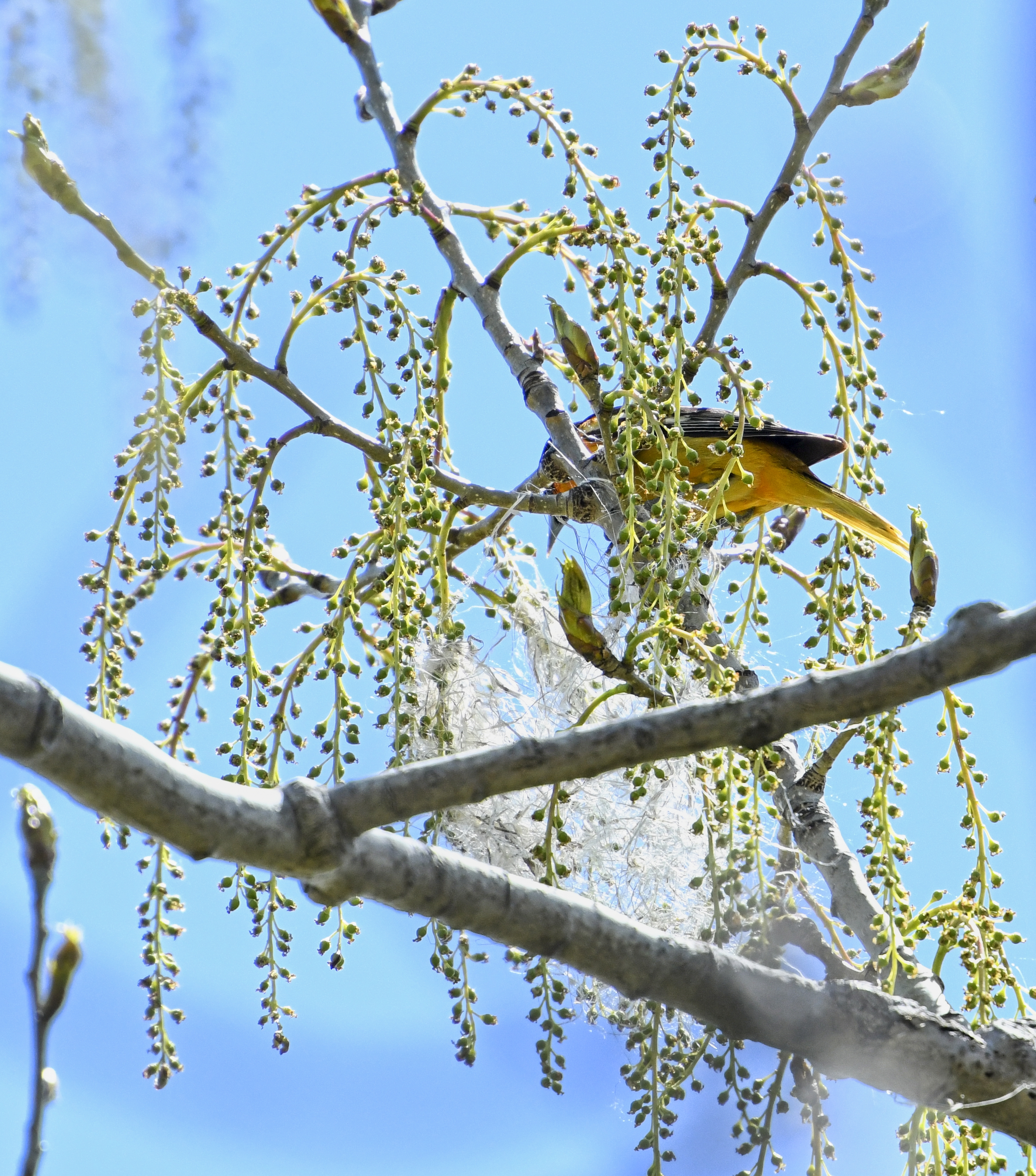
Початок плетення гнізда

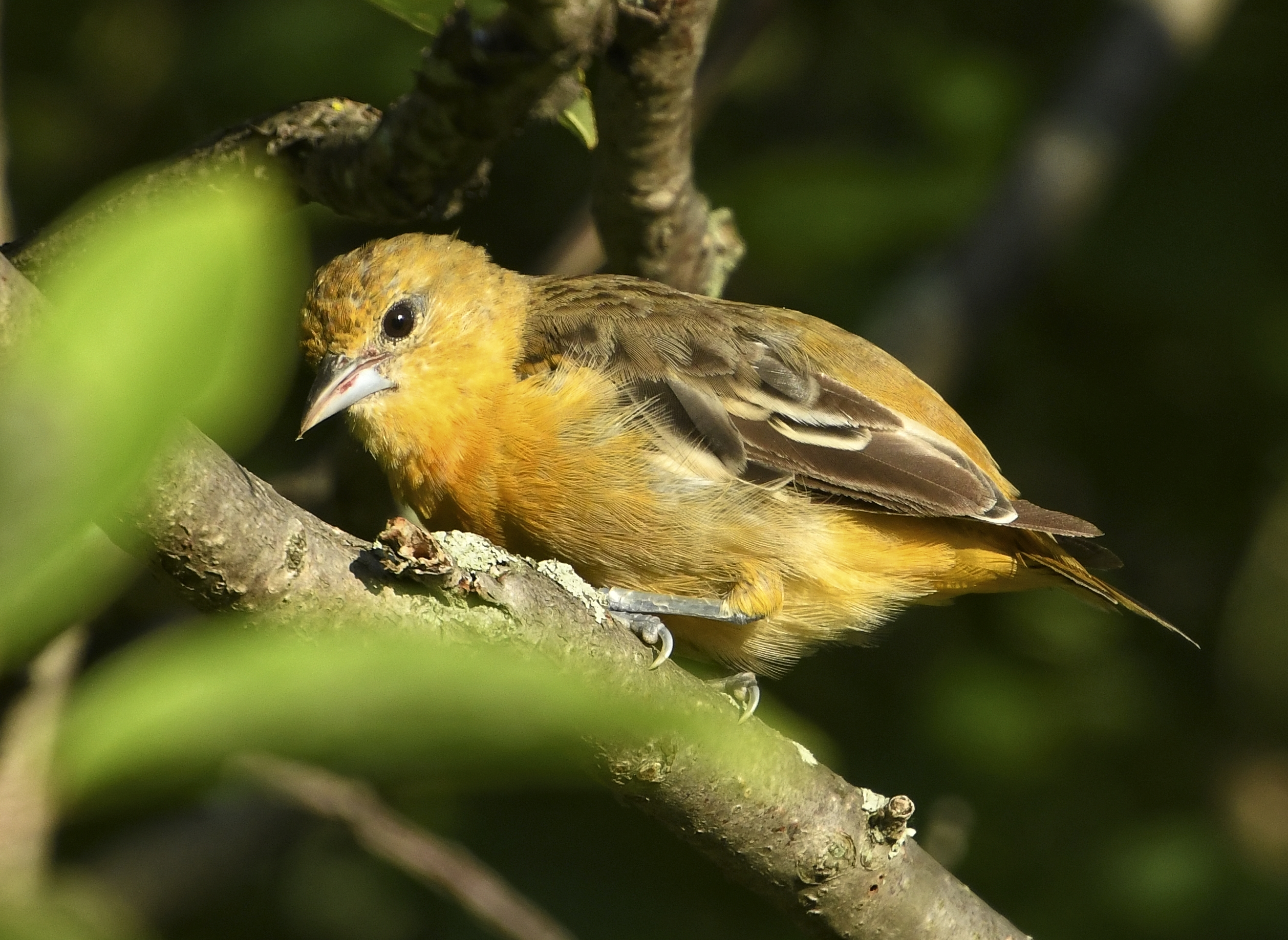
Молода особина

Тримається у кронах високих дерев, виловлюючи комах поміж листям та гілками. Більше полюбляє узлісся, парки, в тому числі міські, аніж густі деревостани. Живиться як комахами, так і насінням, у тому числі насінням дерев, зокрема в'яза. Споживає нектар квітів, любить фрукти. На годівничках спеціально для них залишають розрізані помаранчі. У час гніздування тримається парами, самець співом оголошує свою територію. Гніздо — дуже майстерно сплетена торбинка, звисаюча з довгої гілки листяного дерева на краю крони. Всередині вистелене мохом, волоссям, рослинним пухом. Відкладає по 4—5, часом 3-6 яєць, які висиджує самиця. Молодих птахів вигодовують обоє батьків.

## Цікаві факти
Своєю назвою завдячує збігові кольорів оперення з гербовими кольорами лорда Балтимора з 17 ст. Також птах є маскотом балтиморської бейсбольної команди та обраний птахом штату Меріленд.